# エフピコアリーナふくやま
エフピコアリーナふくやま（英語: FPCO Arena Fukuyama）は、広島県福山市に建設された、体育館を中心とした複合スポーツ施設。条例上の名称は福山市総合体育館（ふくやましそうごうたいいくかん、英語: Fukuyama City Gymnasium）だが、完成時点から命名権名称が導入され、「エフピコアリーナふくやま」の名称を用いる。

## 概要
芦田川の左岸に、戦後復興の財源確保などを目的に1949年（昭和24年）に完成した福山競馬場が、経営難から2013年（平成25年）3月限りで廃止となり、その施設跡地の利用方法の一環として整備されたものである。加えて、競馬場のすぐ北に位置していた福山市体育館の老朽化に伴う代替施設としての位置づけもされている（福山市体育館は2020年3月に閉館）。
2015年に公募型プロポーザルによる建築設計競技が行われ、梓設計・今川建築設計JVと日建設計・UID設計JVの2グループが参加。審査の結果、テーマとして掲げられた「福山らしさを発進する総合体育館の提案」において、屋根材に地元木材と鉄のハイブリッド構造を採用し、高い評価を得た梓設計・今川建築設計JVの案が選ばれた。2017年10月に工事に着手、2019年12月に完成した。
広場に向かって放射状に配置されたメインアリーナとサブアリーナ、サブアリーナ後方に配置された武道場（柔道場・剣道場）の3棟をデッキでつないだ構造になっており、両アリーナの間は選手控え室を備えた連絡通路と2階レベルで連なるデッキで一体化されている。メインアリーナは65m×40mのフロアの周囲に3,000席（固定席2,100席、可動席900席）の観客席を用意し、アリーナ面に2,000席の椅子を設置し最大5,000人収容を可能とする。サブアリーナは40m×25mで約300席収容。また、中庭にはインドアクライミングに対応したボルダリングエリアとリード・スピード壁が設けられている。
一般向けの供用開始は2020年（令和2年）3月20日となっているが、プレイベントとして同年2月22日-24日の日程で2019-20 V.LEAGUE DIVISION1男子ファイナルステージが行われることになっている。
2020年東京オリンピックの聖火リレーでセレブレーション会場となった、聖火ランナーは公募により1万人程度が選ばれた、聖火リレーについて、組織委員会はスポンサー企業4社と各都道府県実行委員会が行ったランナー公募に延べ53万5717件の応募があったと発表した。

## 施設命名権
福山市は開場当初から施設命名権の導入を決定。年300万円以上、「福山（表記問わず）」と体育施設をイメージできる表現が入ることなどを条件に募集を行った結果、福山市に本社を置き、食品容器の製造・販売等を手がけるエフピコが命名権を取得。「エフピコアリーナふくやま」の呼称を用いることとなった。契約期間は開場日から2029年3月31日までで、契約額は年1,500万円（消費税等別）。